# Raúl Rey Balmaceda
Raúl Rey Balmaceda (1930 - 1998) fue un investigador y científico argentino. Su tarea estuvo ligada principalmente al esclarecimiento de temas geográficos, históricos y políticos relacionados con la Argentina. Intervino en las cuestiones relacionadas con los límites argentinos; el canal Beagle, los hielos continentales, la frontera nordeste, la demarcación en laguna del Desierto, los hitos de Tierra del Fuego, las islas Malvinas, entre otras.

## Biografía
En 1954 obtuvo el título de profesor en la Universidad de Buenos Aires; en 1956 se graduó como licenciado en Historia y Geografía, y en 1962 como doctor en Filosofía y Letras.
Se desempeñó como presidente de la Sociedad Argentina de Estudios Geográficos (GEA) en los períodos 1988-1993 y 1997-1998; fue director en el Programa de Investigaciones Geodemográficas dependiente del CONICET, y participante permanente de las jornadas anuales de Geografía; fue director de la revista Geodemos; disertante en cursos y conferencias y docente de enseñanza media y superior.
Estuvo a cargo de la edición de la colección de fascículos Geografía General y Argentina, editada por el diario Clarín.
Era miembro honorario de la Sociedad de Geografía de París y de la Unión Geográfica Internacional; del Instituto de las Islas Malvinas y Tierras Australes; académico de número en la Academia Argentina de Geopolítica y en la Academia Argentina de Asuntos Internacionales.

## Obras
Rey Balmaceda fue autor de numerosos escritos: artículos, informes, monografías y libros. También tradujo obras clásicas de Geografía. Realizó listados bibliográficos sobre temas puntuales, entre ellos, uno sobre las Islas Malvinas en coautoría con Daus en 1982, y Bibliografía reciente sobre la Cuestión del Beagle con Matilde Quereilhac.
Algunas de sus obras:
- Hielos Continentales: un falso litigio limítrofe (1997). Galardonado en 1998 (post mortem) con el premio «Perito Francisco Pascasio Moreno» de la Sociedad Argentina de Estudios Geográficos (GAEA).[3]
- La propuesta vaticana y el futuro oceánico argentino (1983). La cuestión del Beagle.
- Buenos Aires: una Capital cuestionada (1982). Sobre la problemática geopolítica de la ciudad de Buenos Aires.
- Límites y Fronteras de la República Argentina (1979). Sobre los límites nacionales y las cuestiones de frontera, pasadas y presentes. Premio «Perito Francisco Pascasio Moreno».[3]
- Geografía Histórica de la Patagonia (1976). Reseña del recorrido seguido por exploradores y viajeros que visitaron la región patagónica entre 1870 y 1910.
- Bibliografía Geográfica Argentina. Serie Especial. Premio «Perito Francisco Pascasio Moreno» en 1975.[3]
- Geografía Regional: teoría y aplicación (1972). Metodología del concepto de región y su relación con el territorio argentino.